# Kunstmuseum Den Haag

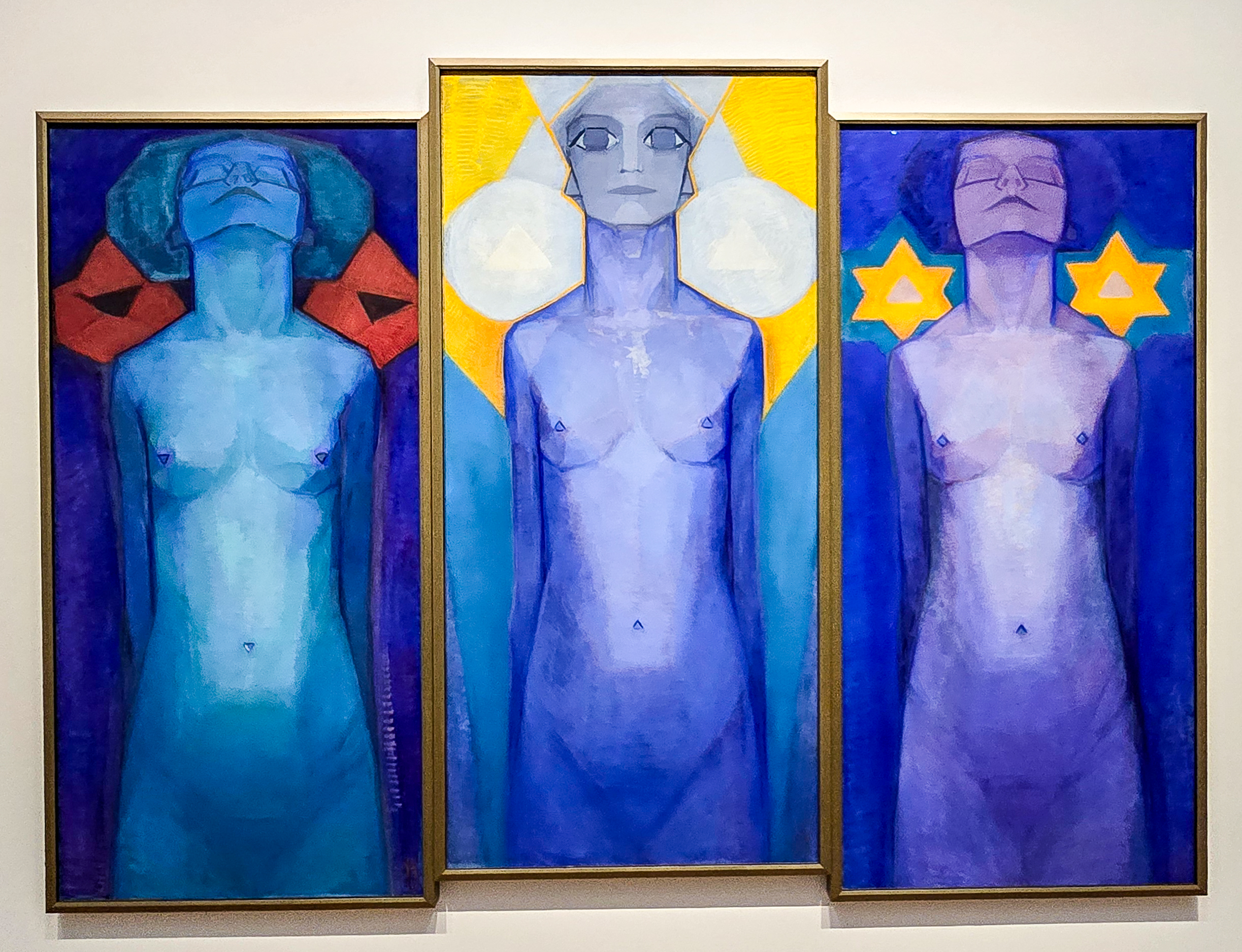
Mondriaan teozófiai ihletésű nagyméretű triptichonja a múzeumban, az Evolúció (1911)

A Kunstmuseum Den Haag szépművészeti múzeum Hollandia kormányzati központjában, Hága városában. (1998-ig a forrásokat biztosító hágai önkormányzatra utaló „Haags Gemeentemuseum”, majd 2019-ig a „Gemeentemuseum Den Haag” nevet használták.)
Az intézmény leginkább a hágai iskola festőinek, valamint Piet Mondrian, Pablo Picasso, Theo van Doesburg, Claude Monet és Charley Toorop alkotásairól ismert. A vizuális művészeti gyűjtemény mellett, amely festményeket, szobrokat és plakátokat tartalmaz, a múzeum iparművészeti gyűjteménnyel is rendelkezik, beleértve a porcelán tárgyakat, ékszereket, hangszereket.

## Története
1866-ban alapították a Museum voor Moderne Kunst (Modern Művészetek Múzeuma) létrehozását célzó egyesületet művészek, politikusok és a holland királyi udvar személyiségei. Az egyesület későbbi igazgatói között volt Philip Sadée, Hendrik Willem Mesdag, és más neves művészek. Az egyesület festményeket kezdett vásárolni, és hamarosan kiállítóteret keresett. Többek a Panorama Mesdag is kiállítóhelyként szolgált.
A gyűjtemény állandó elhelyezését biztosító épület létrehozása a tervek ellenére sokáig váratott magára, míg végül elfogadták Hendrik Petrus Berlage építésznek a korábbiaknál szerényebb tervét és 1931-ben megkezdődhetett az építkezés. A múzeum hivatalosan 1935. május 29-én nyílt meg.
1963-ban új szárnyat építettek a múzeumhoz, amit építészéről, Sjoerd Schamhartról Schamhart szárnynak neveznek. 1995 és 1998 között a múzeum nagy restauráción ment át. Az udvar alatt pincét építettek, és műhelyeket hoztak létre a múzeum és a régi kazánház között. A Schamhart szárnyat a restaurálás során leválasztották és 2002 óta ez a kiállítóépület ad otthont a Fotomuseum Den Haagnak (Hágai Fotográfiai Múzeum) és a KM21 Kortárs Művészeti Múzeumnak (korábban GEM néven ismert). Mindkét intézmény a Kunstmuseum Den Haag része. 2013 végén és 2014 elején az udvart befedték, így egy hatalmas multifunkcionális teret hoztak létre a múzeum számára.  

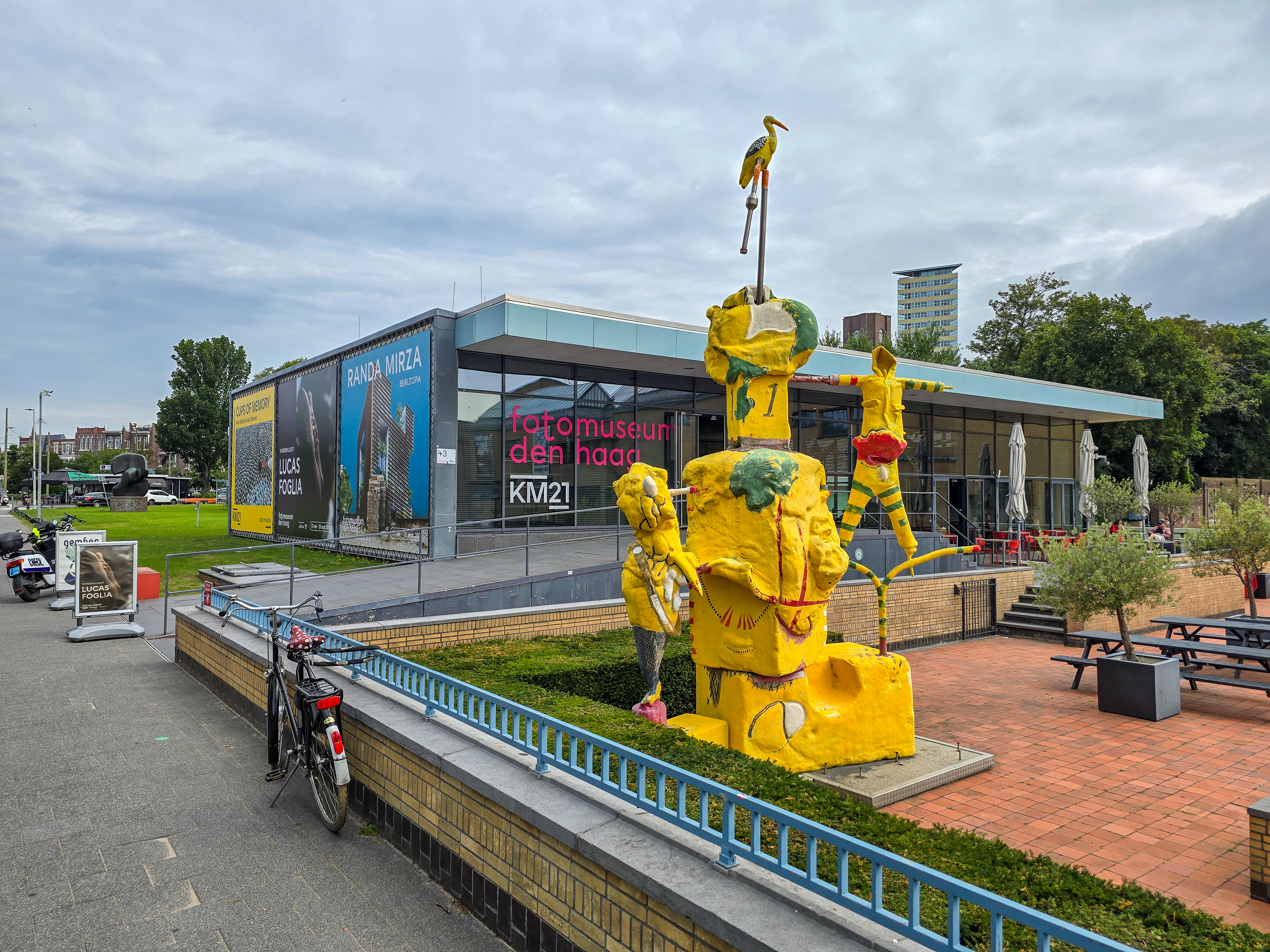
A Fotomuseum szárnyépülete
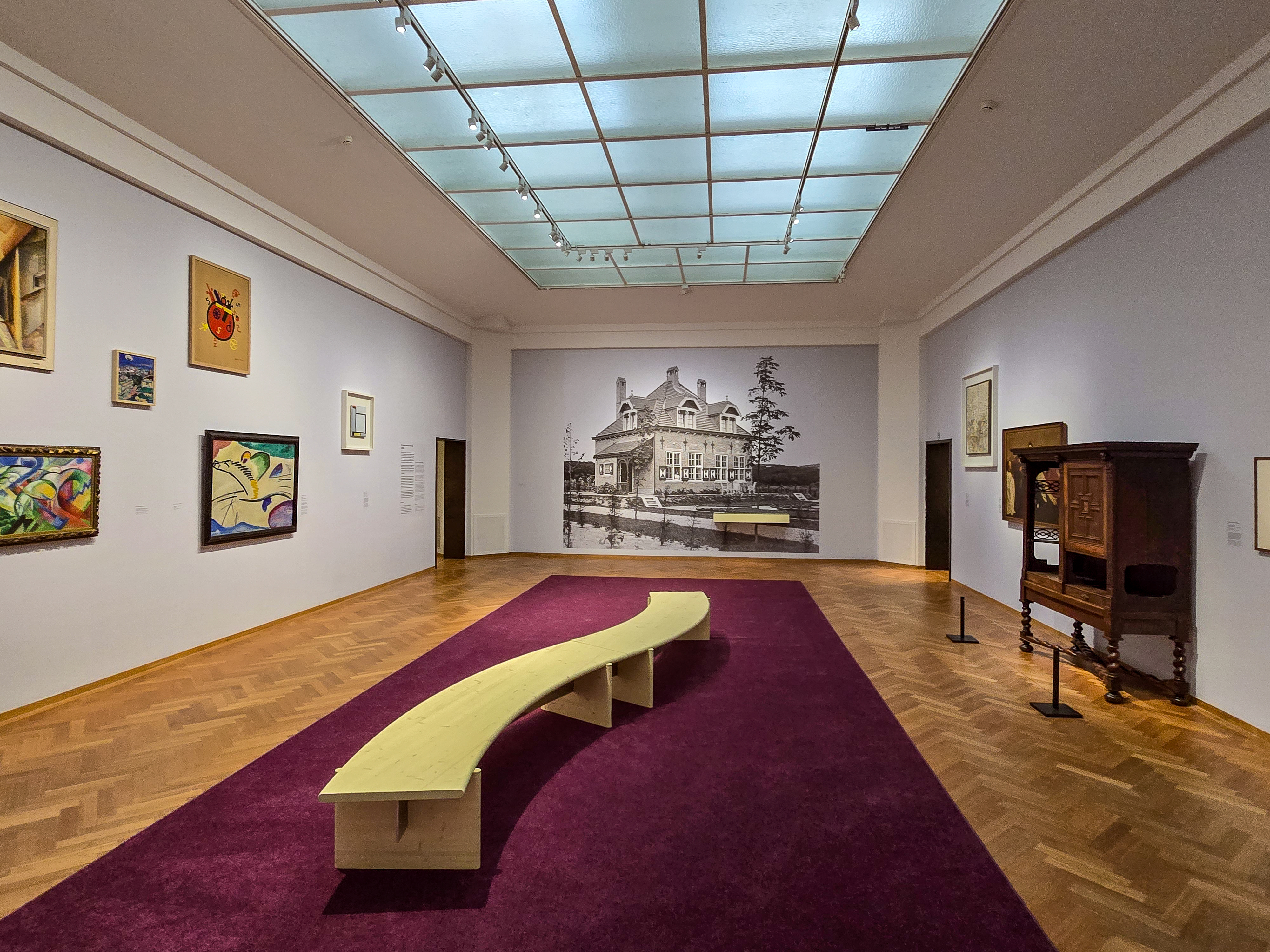
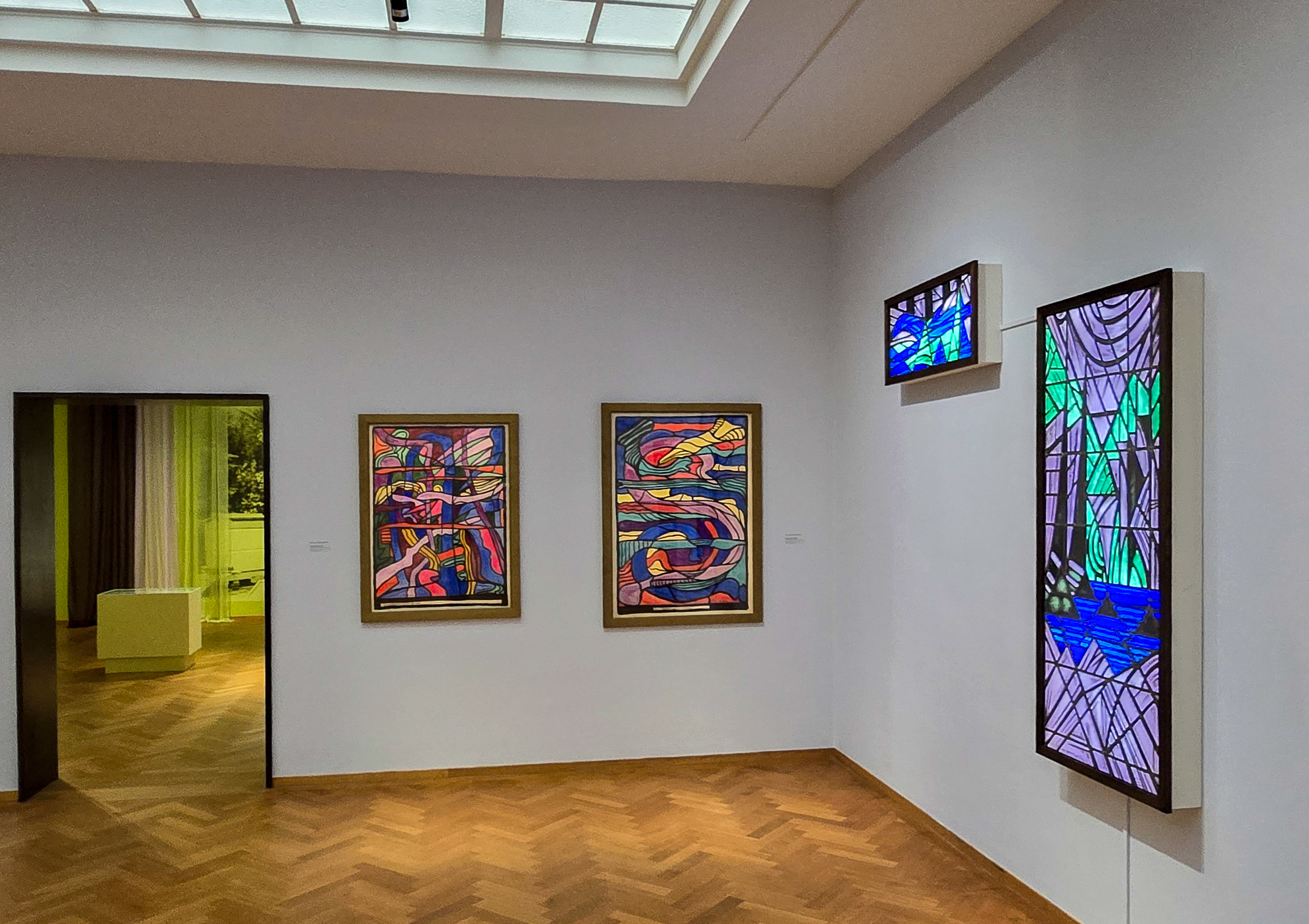
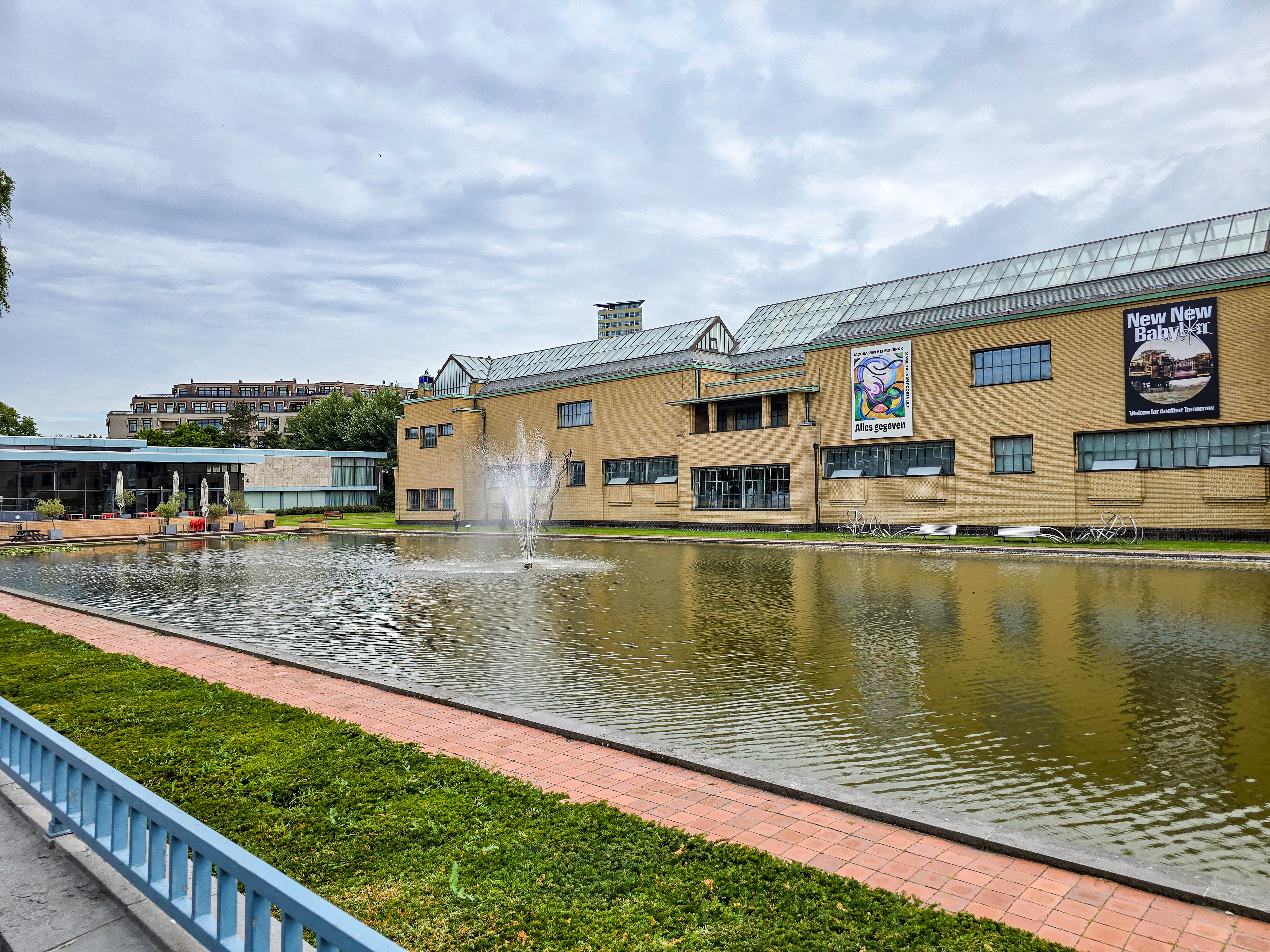

## Gyűjteményei

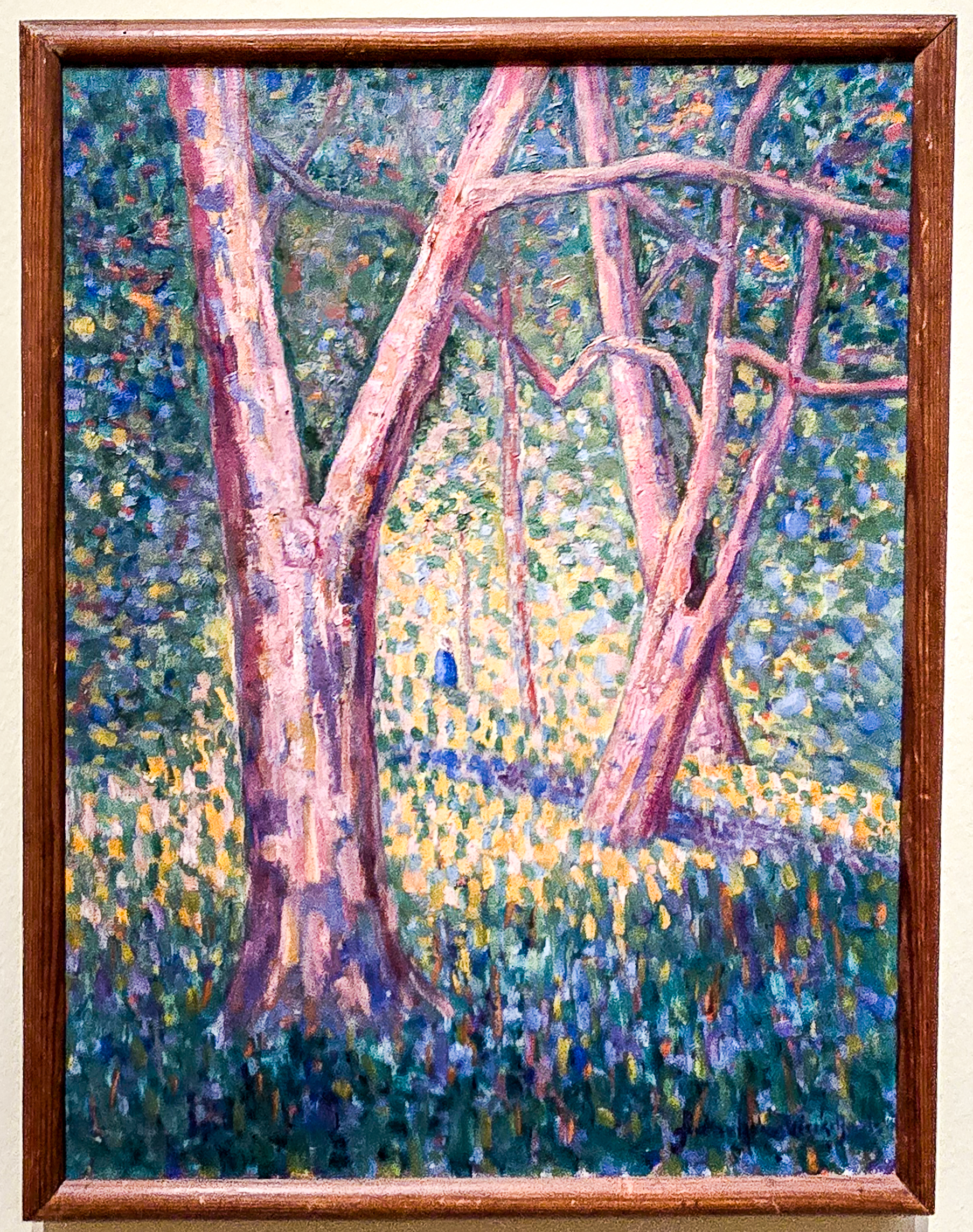
Jacoba van Heemskerck - Nyári erdő
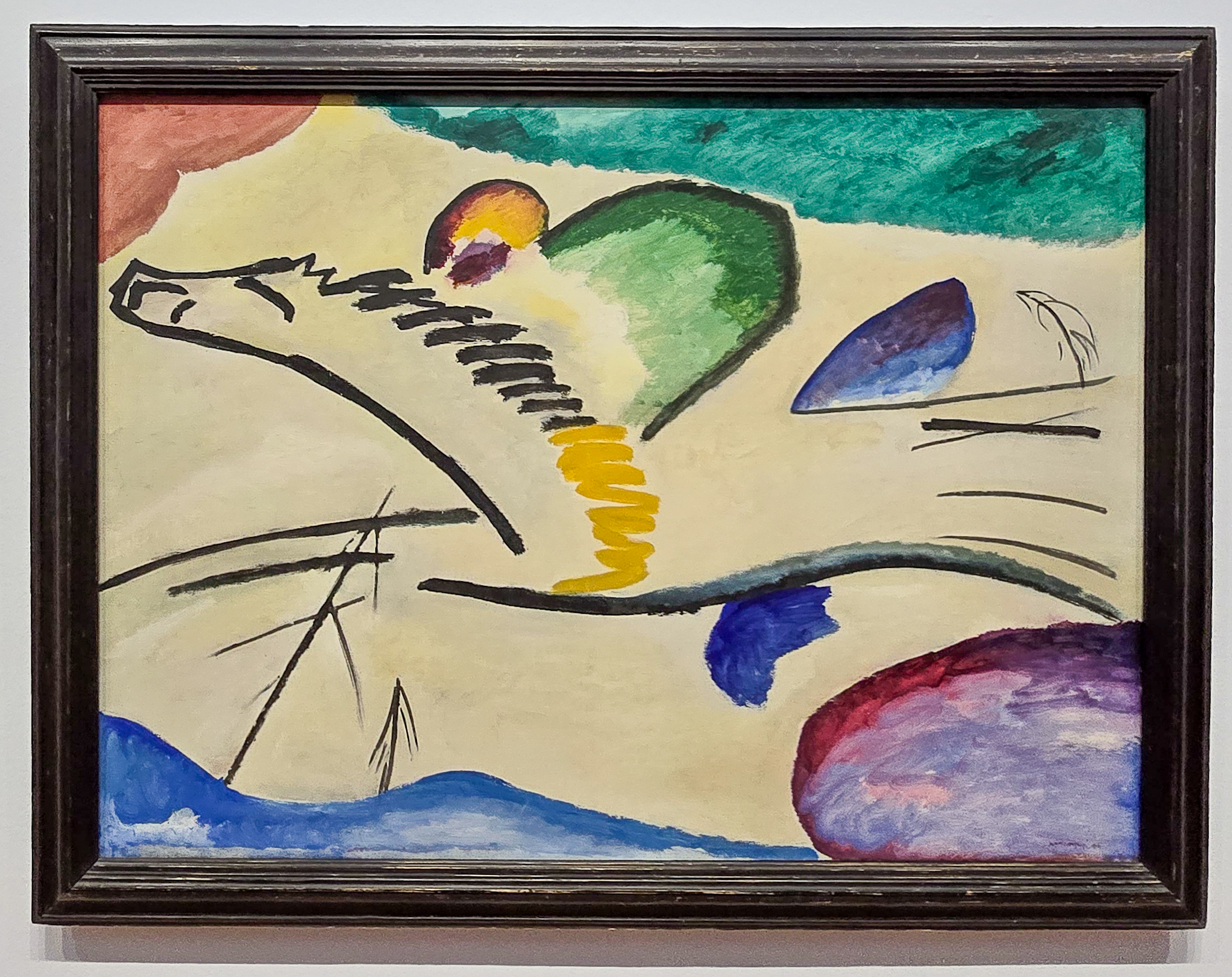
Moholy-Nagy László - A nagy érzelmi gépezet
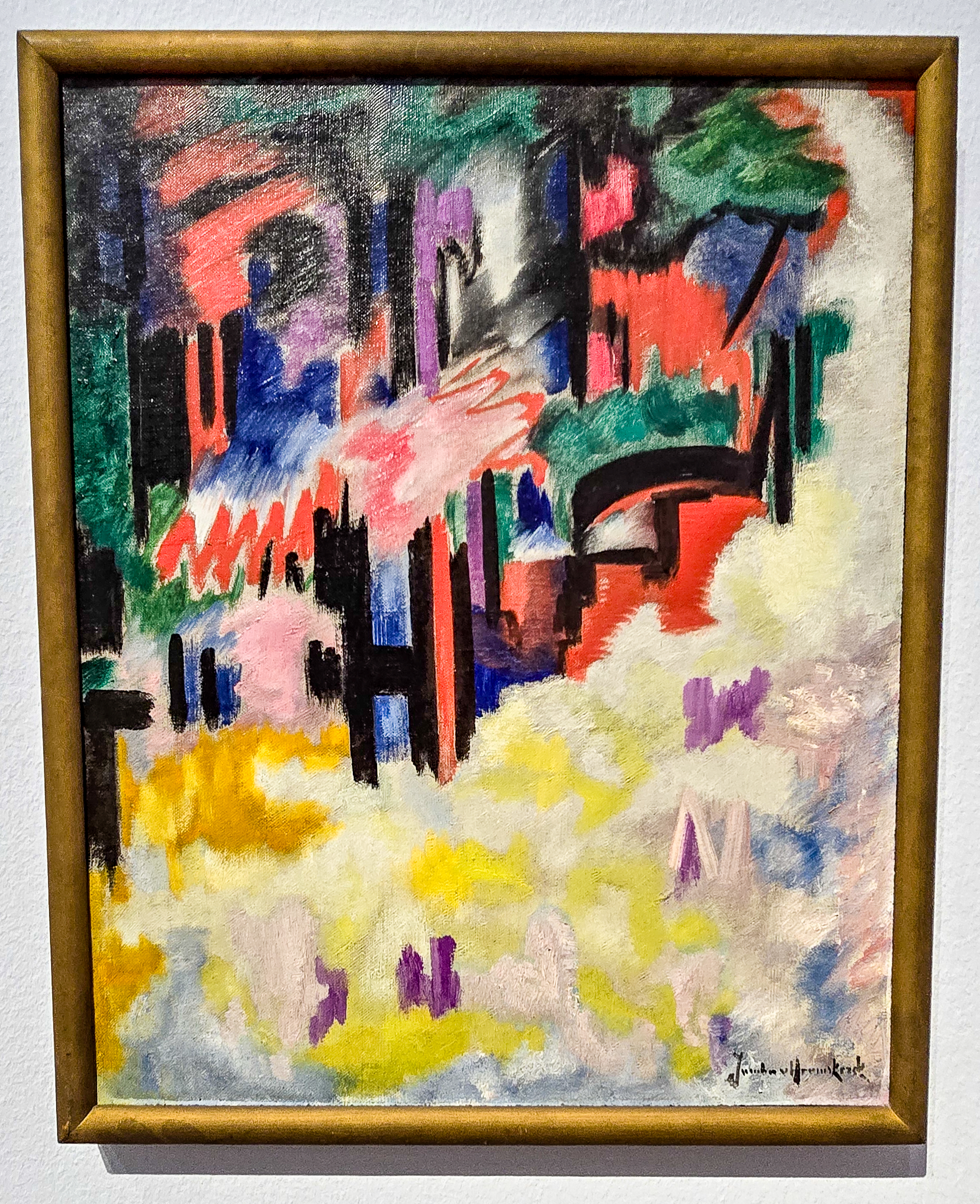
Heemskerck - Tájkép
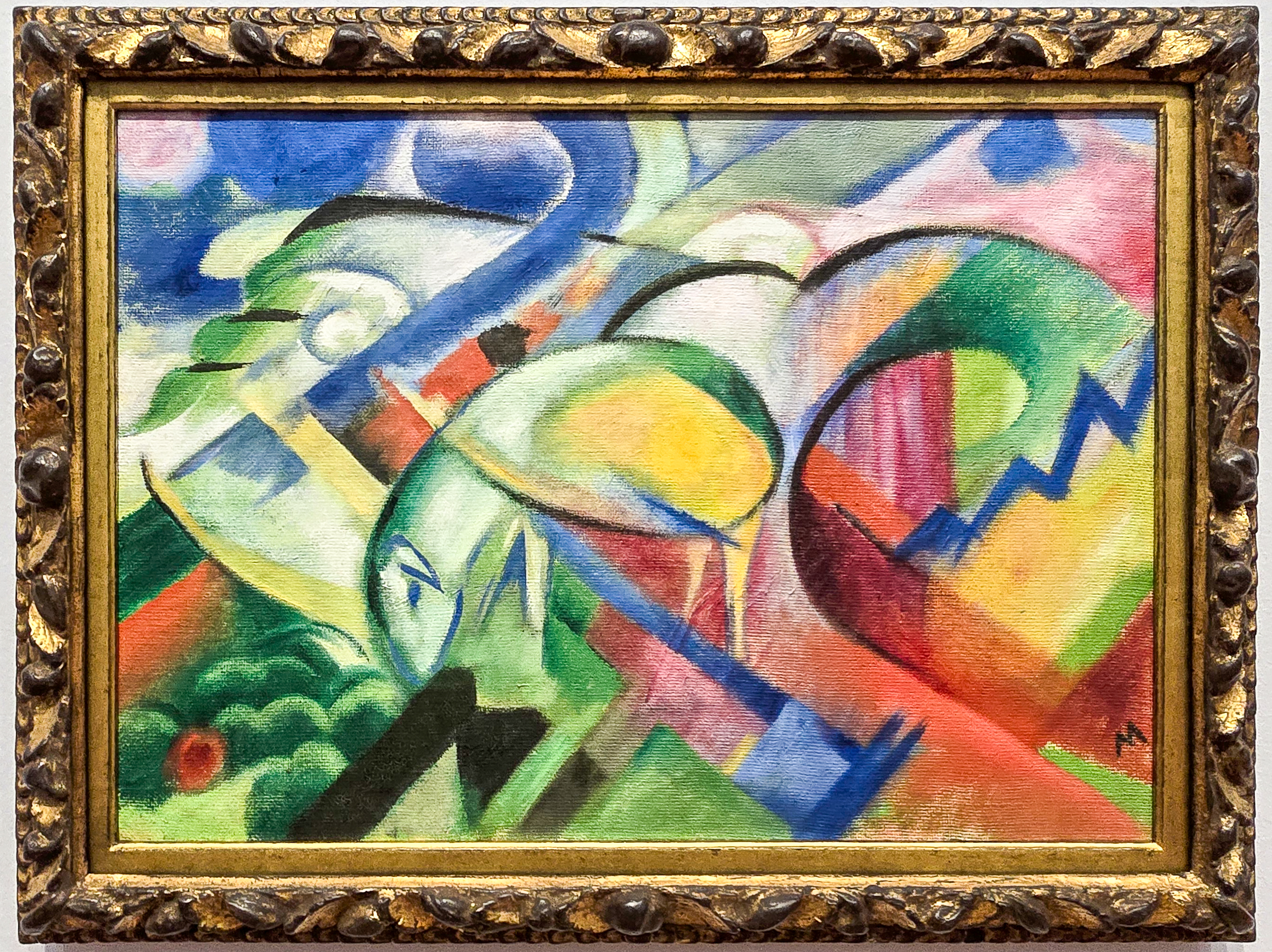
Franz Marc - A birka

A Kunstmuseum modern művészeti gyűjteménye áttekintést nyújt a holland művészetről a 19. század elejétől, kiegészítve azt más országokban ugyanezen időszakban alkotott művészeti alkotások jellegzetes példáival. A főbb gyűjtemények közé tartozik: a hágai iskola (festészet), az 1900 körüli szimbolizmus, a De Stijlhez és a Bauhaushoz kötődő művészek, valamint az expresszionizmus.
Az itt szereplő legnevesebb alkotók között van Piet Mondrian, Pablo Picasso, Theo van Doesburg, Bart van der Leck, Jan Toorop, Charley Toorop, Claude Monet és Francis Bacon. Az 1974-es nagyszabású Új Babilon retrospektív kiállítást követően a múzeum Constant Nieuwenhuijs Új Babilon című alkotásainak nagy részét is megszerezte. A múzeum rendelkezik a holland grafikus, Maurits Cornelis Escher teljes nyomatgyűjteményével, beleértve a 7 méteres Metamorfózis III-at és egy kiterjedt személyes archívumot. Ezek egyes részei 2002 óta állandó kiállításon vannak egy különálló múzeumban, a Lange Voorhout úton, az Escher in Het Paleis-ben.
A múzeum rendelkezik a világ legnagyobb gyűjteményével Mondrian festményeiből és rajzaiból. Ez nagyrészt Sal Slijper műgyűjtőnek köszönhető, aki gazdag kollekcióját a múzeumra hagyta. A múzeum tulajdonában van Mondrian utolsó festménye, a „Victory Boogie Woogie” is, amelyet a De Nederlandsche Bank 1998-as adományaként kapott.

## Fordítás
Ez a szócikk részben vagy egészben  a   Kunstmuseum Den Haag című holland Wikipédia-szócikk ezen változatának fordításán alapul.  Az eredeti cikk szerkesztőit annak laptörténete sorolja fel. Ez a jelzés csupán a megfogalmazás eredetét és a szerzői jogokat jelzi, nem szolgál a cikkben szereplő információk forrásmegjelöléseként.

## Forrás
- ↑ Pálfy: Pálfy József: Benelux államok (nagyútikönyv). Budapest: Panoráma. 1980.   318–319. o. = Panoráma nagyútikönyvek,  ISBN 963 243 184 7